# Cryphia grisescens
Cryphia grisescens là một loài bướm đêm trong họ Noctuidae.